# Église Saint-Loup de Thugny-Trugny
Pour les articles homonymes, voir Église Saint-Loup.
L'église Saint-Loup est une église située à Thugny-Trugny, en France.

## Description
Le transept est composé de deux travées mélangeant le style gothique, par les chapiteaux notamment, et le style Renaissance. La chapelle à abside voûtée en cul de four, prolongeant la partie sud de l'église, est par contre d'un style pleinement Renaissance, comme le montre ses chapiteaux et le dessin de ses fenêtres, ainsi que la porte latérale sud surmontée d'un fronton triangulaire.
Les fonts baptismaux sont du XIIe siècle, de style roman (vestiges d'une précédente église ?),. Les stalles de bois sont du XVIIIe siècle : deux bancs de stalles de trois sièges chacun aux miséricordes différentes, ornées de motifs d'inspiration végétale. Il faut également noter le maître-autel, décoré de deux anges adorateurs ornant la corniche du baldaquin, le retable, ainsi que le tabernacle placé sur un autel secondaire.
L'église est entourée de son cimetière, bordé du monument aux morts.

## Localisation
L'église est située sur la commune de Thugny-Trugny, dans le département français des Ardennes, légèrement en hauteur du château de Thugny-Trugny.

## Historique
Une inscription placée sur la voute du transept sud indique que cette église a été construite en 1555 par Jean Godard, maçon de Thugny.
L'édifice est classé au titre des monuments historiques en 1920.

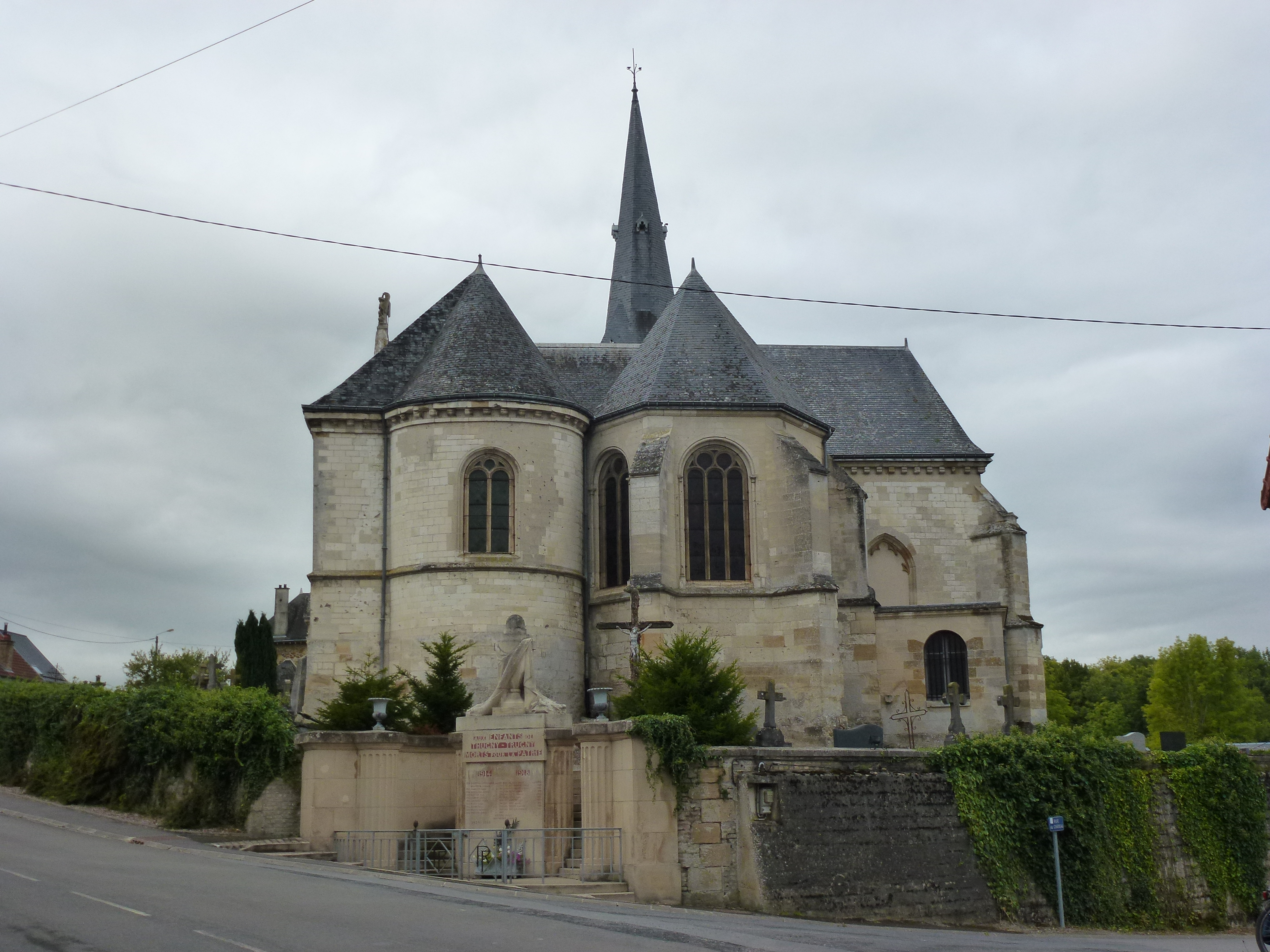
Chevet et monument aux morts.
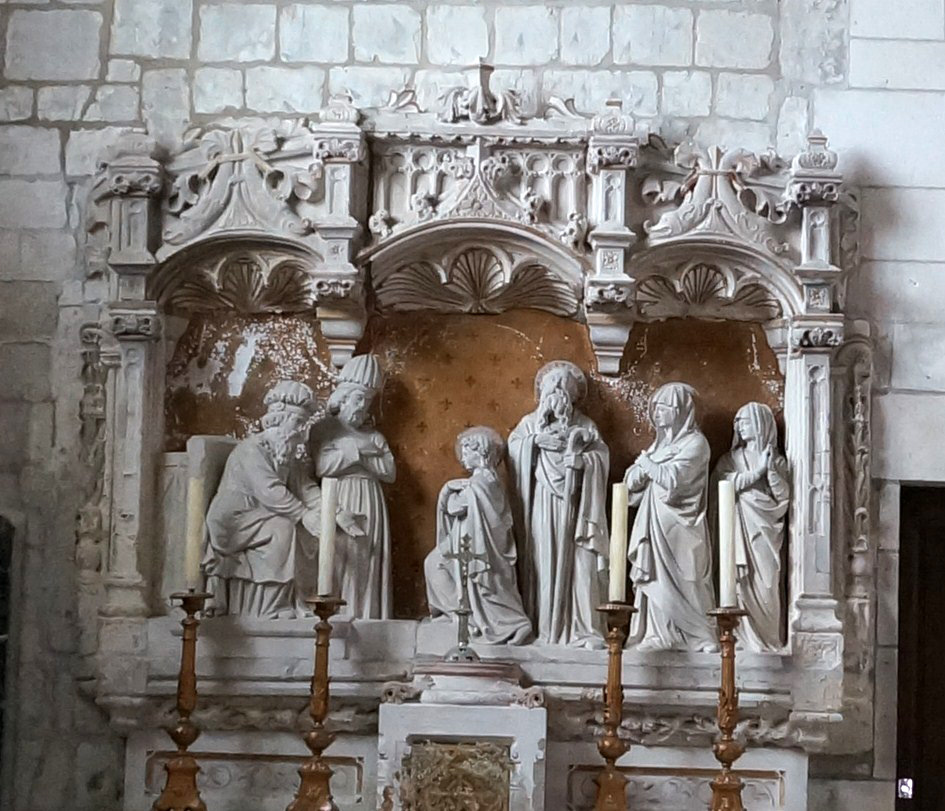
Retable.
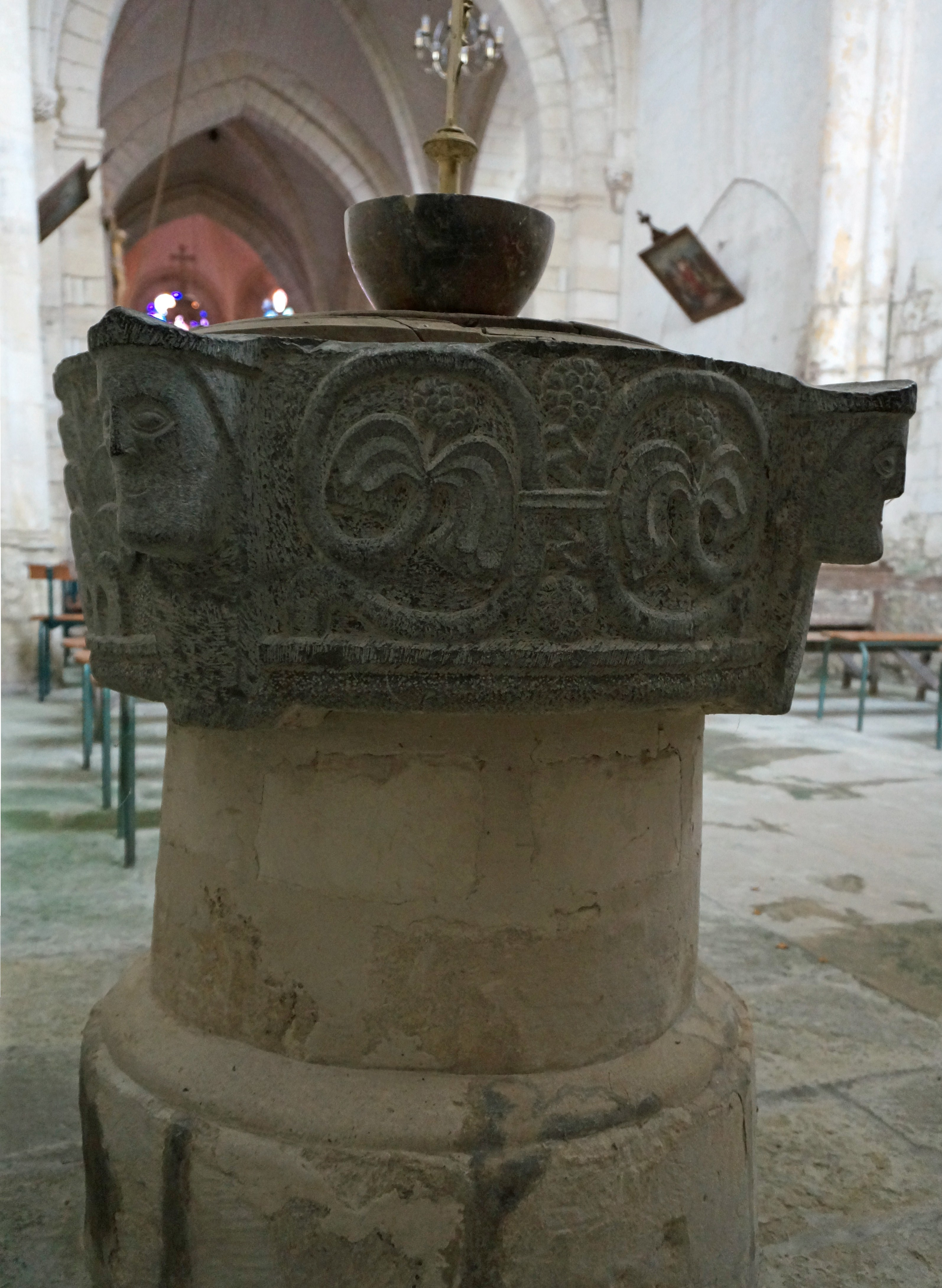
Fonts baptismaux.
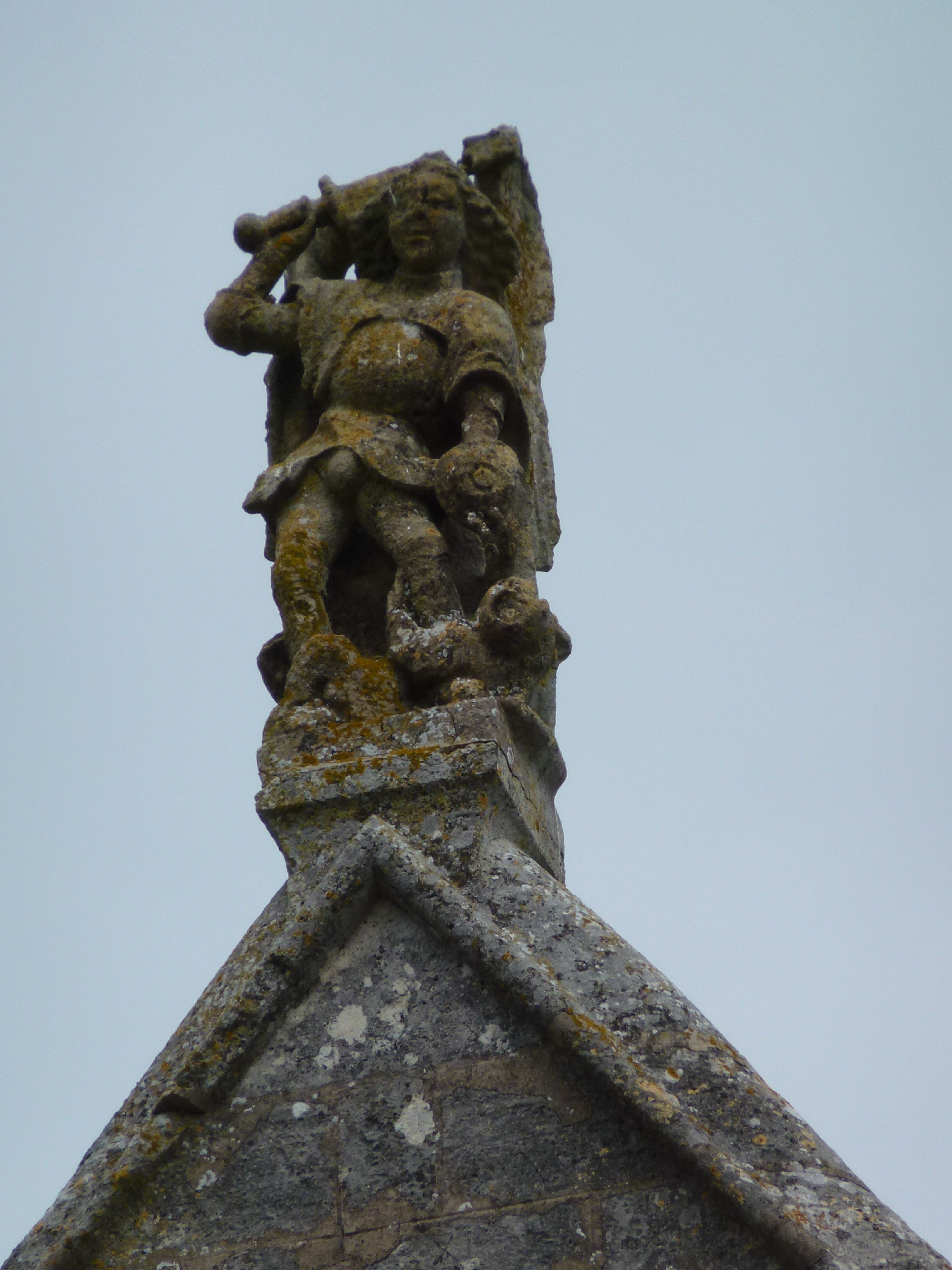
Sculpture en pignon.